# Trapstaartnachtzwaluw
De trapstaartnachtzwaluw (Hydropsalis climacocerca) is een vogel uit de familie Caprimulgidae (nachtzwaluwen).

## Verspreiding en leefgebied
Deze soort komt voor in het Amazonebekken en telt vijf ondersoorten:
- H. c. schomburgki: oostelijk Venezuela en de Guiana's.
- H. c. climacocerca: het westelijk Amazonebekken.
- H. c. pallidior: Santarém, westelijk Pará (het noordelijke deel van Centraal-Brazilië).
- H. c. intercedens: Óbidos, westelijk Pará (centraal Brazilië).
- H. c. canescens: Tapajósrivier, westelijk Pará (het noordelijke deel van Centraal-Brazilië).